# Marson-sur-Barboure
Marson-sur-Barboure é uma comuna francesa na região administrativa de Grande Leste, no departamento de Meuse. Estende-se por uma área de 5,9 km². Em 2010 a comuna tinha 47 habitantes (densidade: 8 hab./km²).